# Douzy
Douzy is een gemeente in het Franse departement Ardennes in de regio Grand Est. De gemeente maakt deel uit van het arrondissement Sedan. Douzy telde op 1 januari 2022 2.149 inwoners.

## Geschiedenis
Op 22 maart 2015 werd het kanton Mouzon, waar Douzy onder viel, opgeheven en werden de gemeenten opgenomen in het kanton Carignan. Op 15 september 2015 werd het de aangrenzende gemeente Mairy opgeheven en opgenomen in de gemeente Douzy.

## Geografie
De oppervlakte van Douzy bedroeg op 1 januari 2022 20,2 vierkante kilometer; de bevolkingsdichtheid was toen 106,4 inwoners per km². Het plaatsje ligt aan de Chiers.
De onderstaande kaart toont de ligging van Douzy met de belangrijkste infrastructuur en aangrenzende gemeenten.

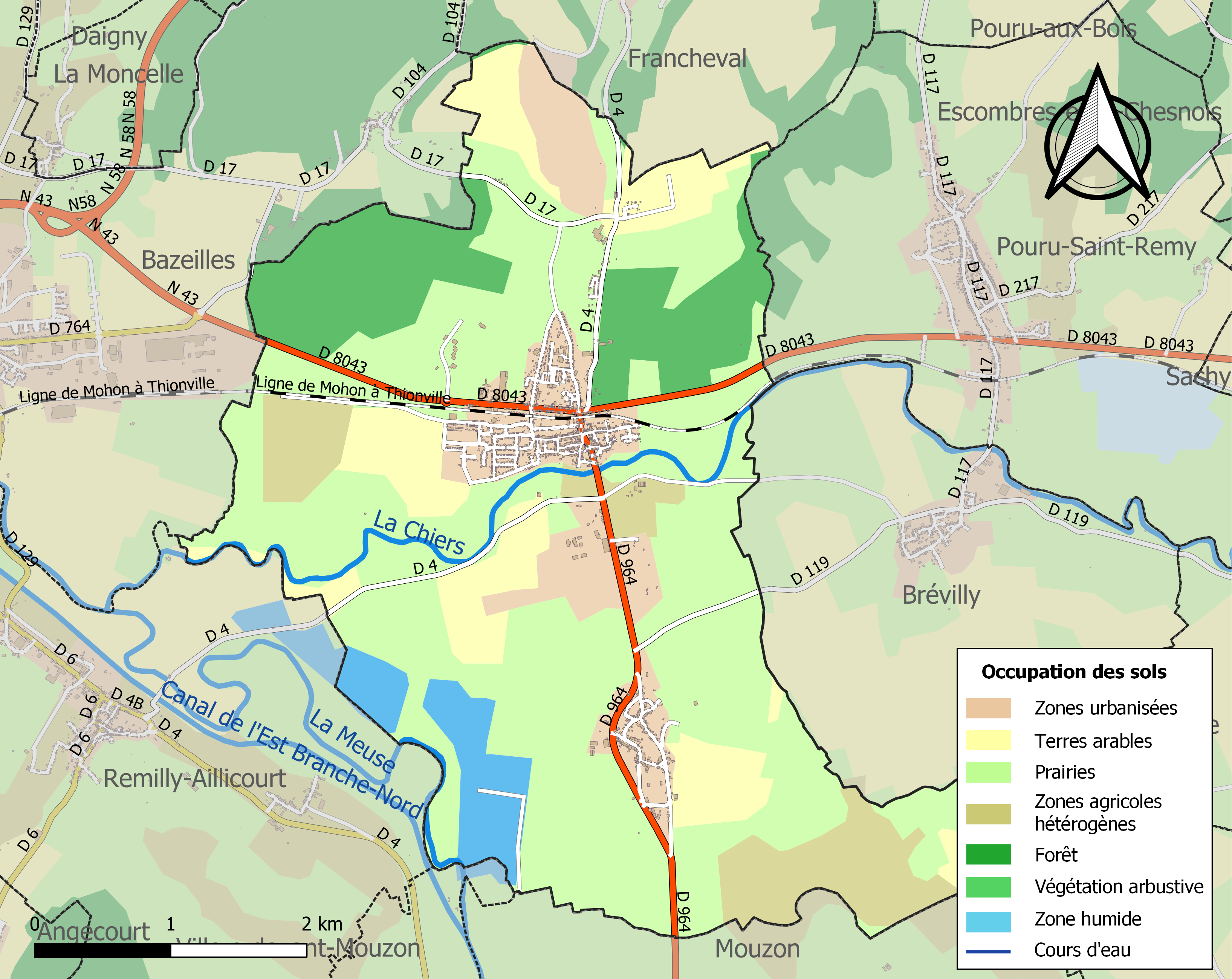

## Demografie
Onderstaande figuur toont het verloop van het inwonertal (bron: INSEE-tellingen).

Vanwege een beveiligingsprobleem met de MediaWiki Graph-software is het momenteel niet mogelijk deze grafiek weer te geven. Zodra de software is bijgewerkt zal de grafiek vanzelf weer zichtbaar worden.